# Хут, Ян
Ян Хут (Jan Knight Hoet) — бельгийский куратор, основатель музея S.M.A.K., директор Documenta IX и автор множества выставок. Международную известность получил благодаря выставкам «Искусство в Европе после 68-го» (Art in Europe after ’68, 1980) и «Гостевые Комнаты» («Chambres d’Amis»,1986).

## Биография
Ян Хут являлся главным куратором и основателем музея современного искусства S.M.A.K в г. Гент в период с 1975 по 2003 гг.
В 1992 году он выступил в роли директора IX Documenta в Касселе, представив несколько сотен работ 190 художников из почти 40 стран. Количество выставляемых объектов на IX Documenta составило 1.000 штук.
После выхода на пенсию, в 2003 году, он стал художественным руководителем MARTA, музея современного искусства и дизайна в Херфорде, где сотрудничал с архитектором Фрэнком Гери по его дизайну.
В январе 2014 года Ян Хут перенес сердечный приступ. Он умер в больнице в Генте 27 февраля 2014 года и был похоронен на кладбище Кампо Санто.

## Музей современного искусства S.M.A.K
Открытие в 1975 году музея современного искусства в г. Гент произошло в интересный период для бельгийской арт-сцены. Музей Бельгии предоставлял пространство для организации выставок современного искусства, в том числе и из других стран. Таким образом, коллекция музея S.M.A.K. формировалась из собраний частных коллекционеров и подаренных ими музею работ, тогда как самого здания музея еще не существовало. Поэтому в период с 1975 по 1999 Ян Хут работал в музее изящных искусств, пока музей S.M.A.K. не открылся в бывшем здании казино. По словам Хута, до 1999 года он работал в «музее-призраке».
В постоянную коллекцию музея входят работы Кареля Аппеля, Фрэнсиса Бэкона, Панамаренко (Хенри Ван Хервегена), Энди Уорхала и др. Так же в числе представленных в музее есть работы Йозефа Бойса, которые представляют собой специально стилизованные акварельные рисунки и инсталляцию «Экономические ценности», концептуальные работы Ильи и Эмилии Кабаковых, Марио Мерца и Яннис Кунеллис.
В период с 1975 по 1980 гг. выставочная деятельность музея была отмечена то региональной, то международной стратегией. В этот период там проходили персональные выставки таких бельгийских художников, как Дан ванн Северен (1976), Ян Бурссенс (1976) и Йос Вердегем (1977), а так же выставки крупных международных художников, таких как Панамаренко (1976), Марсель Бродхарс (1977) и Йозеф Бойс (1977).
Переломной выставкой, которая все еще содержала в себе провинциальную стратегию, но уже была организована с уклоном на интернациональную арт-сцену стала выставка 1979 года «Insight/Overview — Overview/Insight». Подобная ситуация была характерна для музеев в период 1970—1980 гг. — переходная фаза в процессе мировой глобализации. «В этот период S.M.A.K. приобретает большое количество произведений американского концептуального искусства через галерею MTL. Для бельгийских художников эта ситуация была крайне неоднозначной: с одной стороны выбирались произведения согласно международным стандартам, а с другой стороны многие произведения покупались с оглядкой на региональный контекст».
Создавая следующую выставку, «Искусство в Европе после 68-го» (Art in Europe after ’68, 1980), Хут отказался от амбивалентной стратегии и стал ориентироваться только на работу на международном уровне. В процессе работы над этой выставкой Ян Хут вывел процесс принятия решений на международный уровень, включив в рабочую группу Джермано Челанта (Италия), Йоханнеса Кладдерса (Германия), Сэнди Нэйрн (Великобритания), Пита ванн Далена (Нидерланды). Благодаря такому кураторскому решения, это выставка стала первым проектом, получившим столь широкую международную огласку и поддержу в Европе.

## «Гостевые Комнаты»
«Гостевые Комнаты» («Chambres d’Amis» Архивная копия от 6 февраля 2012 на Wayback Machine,1986) — по-настоящему инновационная выставка Яна Хута. Для участия в этом проекте он пригласил около 50 американских и европейских художников для создания работ, которые потом разместились в 50 частных домах в г. Генте. Все они были открыты для публики в течение нескольких недель.